# Порівняння багатопарадигмальних мов програмування
Мови програмування можна згрупувати за кількістю та типами підтримуваних парадигм.

## Підсумки парадигм
Коротке посилання на парадигми програмування, перелічені в цій статті.
- Одночасне програмування – наявність мовних конструкцій для паралелізму, це може включати багатопотоковість, підтримку розподілених обчислень, передачу повідомлень, спільні ресурси (включаючи спільну пам’ять) або обіцянки
  - Програмування акторів – одночасне обчислення з акторами, які ухвалюють локальні рішення у відповідь на середовище (здатні до егоїстичної або конкурентної поведінки)
- Програмування в обмеженнях – зв’язки між змінними виражаються як обмеження (або мережі обмежень), що спрямовує допустимі рішення (використовує задоволення обмежень або симплексний алгоритм)
- Програмування потоку даних – примусовий перерахунок формул при зміні значень даних (наприклад, електронні таблиці)
- Декларативне програмування – описує, що має виконувати обчислення, без вказівки детальних змін стану порівняно з імперативним програмуванням (функціональне та логічне програмування є основними підгрупами декларативного програмування)
- Розподілене програмування – підтримка кількох автономних комп’ютерів, які спілкуються через комп’ютерні мережі
- Функціональне програмування – використовує оцінку математичних функцій і уникає стану та змінних даних
- Узагальнене програмування – використовує алгоритми, написані в термінах типів, які будуть визначені пізніше, які потім створюються за потреби для конкретних типів, наданих як параметри
- Імперативне програмування – явні оператори, які змінюють стан програми
- Логічне програмування – використовує явну математичну логіку для програмування
- Метапрограмування – написання програм, які пишуть або маніпулюють іншими програмами (або собою) як їхніми даними, або виконують частину роботи під час компіляції, яка інакше була б виконана під час виконання
  - Шаблонне метапрограмування – методи метапрограмування, у яких шаблони використовуються компілятором для створення тимчасового вихідного коду, який компілятор об’єднує з рештою вихідного коду, а потім компілює
  - Рефлексивне програмування – методи метапрограмування, за яких програма змінює або розширює саму себе
- Об’єктно-орієнтоване програмування – використовує структури даних, що складаються з полів даних і методів разом з їх взаємодією (об’єктами) для розробки програм
  - На основі класів – об’єктно-орієнтоване програмування, у якому успадкування досягається шляхом визначення класів об’єктів, а не самих об’єктів.
  - На основі прототипу – об’єктно-орієнтоване програмування, яке уникає класів і реалізує успадкування через клонування екземплярів
- Конвеєрне програмування – проста зміна синтаксису для додавання синтаксису до викликів вкладених функцій до мови, спочатку розробленої без жодного
- Програмування на основі правил – мережа емпіричних правил, які містять базу знань і можуть бути використані для експертних систем, дедукції та вирішення проблем
- Візуальне програмування – маніпулювання елементами програми графічно, а не вказуючи їх текстово (наприклад, Simulink); також називається діаграмним програмуванням[1].

## Огляд мови
| Мова | Кількість парадигм | Одночасна                             | Обмеження | Потік даних | Декларативна | Розподілена | Функціональна | Метапрограмування | Універсальна | Імперативна | Логічна | Рефлексія | Об'єктноорієнтована                             | Конвеєрна | Візуальна | На основі правил | Інші парадигми                                                                              |
| --- | ------------------ | ------------------------------------- | --------- | ----------- | ------------ | ----------- | ------------- | ----------------- | ------------ | ----------- | ------- | --------- | ----------------------------------------------- | --------- | --------- | ---------------- | ------------------------------------------------------------------------------------------- |
| Ada | 5                  | Так                                   | Ні        | Ні          | Ні           | Так         | Ні            | Ні                | Так          | Так         | Ні      | Ні        | Так                                             | Ні        | Ні        | Ні               | Ні                                                                                          |
| ALF | 2                  | Ні                                    | Ні        | Ні          | Ні           | Ні          | Так           | Ні                | Ні           | Ні          | Так     | Ні        | Ні                                              | Ні        | Ні        | Ні               | Ні                                                                                          |
| AmigaE[джерело?]                                                                                          | 2                  | Ні                                    | Ні        | Ні          | Ні           | Ні          | Ні            | Ні                | Ні           | Так         | Ні      | Ні        | Так                                             | Ні        | Ні        | Ні               | Ні                                                                                          |
| APL | 3                  | Ні                                    | Ні        | Ні          | Ні           | Ні          | Так           | Ні                | Ні           | Так         | Ні      | Ні        | Ні                                              | Ні        | Ні        | Ні               | Array (multi-dimensional)                                                                   |
| BETA [джерело?]                                                                                           | 3                  | Ні                                    | Ні        | Ні          | Ні           | Ні          | Так           | Ні                | Ні           | Так         | Ні      | Ні        | Так                                             | Ні        | Ні        | Ні               | Ні                                                                                          |
| C++ | 7 (15)             | Так                                   | Library   | Library     | Library      | Library     | Так           | Так               | Так          | Так         | Library | Library   | Так                                             | Так       | Ні        | Library          | Array (multi-dimensional; using STL)                                                        |
| C# | 6 (7)              | Так                                   | Ні        | Library     | Ні           | Ні          | Так           | Ні                | Так          | Так         | Ні      | Так       | Так                                             | Ні        | Ні        | Ні               | reactive                                                                                    |
| ChucK [джерело?]                                                                                          | 3                  | Так                                   | Ні        | Ні          | Ні           | Ні          | Ні            | Ні                | Ні           | Так         | Ні      | Ні        | Так                                             | Ні        | Ні        | Ні               | Ні                                                                                          |
| Claire | 2                  | Ні                                    | Ні        | Ні          | Ні           | Ні          | Так           | Ні                | Ні           | Ні          | Ні      | Ні        | Так                                             | Ні        | Ні        | Ні               | Ні                                                                                          |
| Clojure                                                                                                   | 5                  | Так                                   | Ні        | Ні          | Так          | Ні          | Так           | Так               | Ні           | Ні          | Library | Ні        | Ні                                              | Так       | Editor    | Ні               | Multiple dispatch, Agents                                                                   |
| Common Lisp                                                                                               | 7 (14)             | Library                               | Library   | Library     | Так          | Library     | Так           | Так               | Так          | Так         | Library | Так       | Так (multiple dispatch, method combinations)    | Library   | Ні        | Library          | Multiple dispatch, meta-OOP system, Language is extensible via metaprogramming.             |
| Curl | 5                  | Ні                                    | Ні        | Ні          | Ні           | Ні          | Так           | Ні                | Так          | Так         | Ні      | Так       | Так                                             | Ні        | Ні        | Ні               | Ні                                                                                          |
| Curry | 4                  | Так                                   | Так       | Ні          | Ні           | Ні          | Так           | Ні                | Ні           | Ні          | Так     | Ні        | Ні                                              | Ні        | Ні        | Ні               | Ні                                                                                          |
| D (версія 2.0)                                                                                            | 6                  | Так                                   | Ні        | Ні          | Ні           | Ні          | Так           | Так               | Так          | Так         | Ні      | Ні        | Так                                             | Ні        | Ні        | Ні               | Ні                                                                                          |
| Delphi | 3                  | Ні                                    | Ні        | Ні          | Ні           | Ні          | Ні            | Ні                | Так          | Так         | Ні      | Ні        | Так                                             | Ні        | Ні        | Ні               | Ні                                                                                          |
| Dylan[джерело?]                                                                                           | 3                  | Ні                                    | Ні        | Ні          | Ні           | Ні          | Так           | Ні                | Ні           | Ні          | Ні      | Так       | Так                                             | Ні        | Ні        | Ні               | Ні                                                                                          |
| E | 3                  | Так                                   | Ні        | Ні          | Ні           | Так         | Ні            | Ні                | Ні           | Ні          | Ні      | Ні        | Так                                             | Ні        | Ні        | Ні               | Ні                                                                                          |
| ECMAScript (ActionScript, E4X, JavaScript, JScript)                                                       | 4 (5)              | partial (promises, native extensions) | Ні        | Ні          | Library      | Ні          | Так           | Ні                | Ні           | Так         | Ні      | Так       | Так                                             | Library   | Editor    | Ні               | reactive, event driven                                                                      |
| Erlang | 3                  | Так                                   | Ні        | Ні          | Так          | Так         | Так           | Ні                | Ні           | Ні          | Ні      | Ні        | Ні                                              | Так       | Ні        | Ні               | Ні                                                                                          |
| Elixir | 4                  | Так                                   | Ні        | Ні          | Ні           | Так         | Так           | Так               | Ні           | Ні          | Ні      | Ні        | Ні                                              | Так       | Ні        | Ні               | Ні                                                                                          |
| Elm | 6                  | Так                                   | Ні        | Так         | Так          | Ні          | Так           | Ні                | Так          | Ні          | Ні      | Ні        | Ні                                              | Так       | Ні        | Ні               | reactive                                                                                    |
| F# | 7 (8)              | Так                                   | Ні        | Library     | Так          | Ні          | Так           | Ні                | Так          | Так         | Ні      | Так       | Так                                             | Ні        | Ні        | Ні               | reactive                                                                                    |
| Fortran                                                                                                   | 4 (5)              | Так                                   | Ні        | Ні          | Ні           | Ні          | Так           | Ні                | Так          | Ні          | Ні      | Ні        | Так                                             | Ні        | Ні        | Ні               | Array (multi-dimensional)                                                                   |
| Go | 4                  | Так                                   | Ні        | Ні          | Ні           | Ні          | Ні            | Ні                | Ні           | Так         | Ні      | Так       | Ні                                              | Так       | Ні        | Ні               | Ні                                                                                          |
| Haskell                                                                                                   | 8 (15)             | Так                                   | Library   | Library     | Так          | Library     | Так (lazy)    | Так               | Так          | Так         | Library | Ні        | Immutable                                       | Так       | Так       | Library          | literate, reactive, dependent types (partial)                                               |
| Io | 4                  | Так                                   | Ні        | Ні          | Ні           | Ні          | Так           | Ні                | Ні           | Так         | Ні      | Ні        | Так                                             | Ні        | Ні        | Ні               | Ні                                                                                          |
| J [джерело?]                                                                                              | 3                  | Ні                                    | Ні        | Ні          | Ні           | Ні          | Так           | Ні                | Ні           | Так         | Ні      | Ні        | Так                                             | Ні        | Ні        | Ні               | Ні                                                                                          |
| Java | 6                  | Так                                   | Library   | Library     | Ні           | Ні          | Так           | Ні                | Так          | Так         | Ні      | Так       | Так                                             | Ні        | Ні        | Ні               | Ні                                                                                          |
| Julia | 9 (17)             | Так                                   | Library   | Library     | Library      | Так         | Так (eager)   | Так               | Так          | Так         | Library | Так       | Так (multiple dispatch, not traditional single) | Так       | Ні        | Library          | Multiple dispatch, Array (multi-dimensional); optionally lazy and reactive (with libraries) |
| Kotlin | 8                  | Так                                   | Ні        | Ні          | Ні           | Ні          | Так           | Так               | Так          | Так         | Ні      | Так       | Так                                             | Так       | Ні        | Ні               | Ні                                                                                          |
| LabVIEW                                                                                                   | 4                  | Так                                   | Ні        | Так         | Ні           | Ні          | Ні            | Ні                | Ні           | Ні          | Ні      | Ні        | Так                                             | Ні        | Так       | Ні               | Ні                                                                                          |
| Lava | 2                  | Ні                                    | Ні        | Ні          | Ні           | Ні          | Ні            | Ні                | Ні           | Ні          | Ні      | Ні        | Так                                             | Ні        | Так       | Ні               | Ні                                                                                          |
| LispWorks (версія 6.0 з підтримкою семантичної багатопроцесорної обробки, правил, логіки (Prolog), CORBA) | 9                  | Так                                   | Ні        | Ні          | Ні           | Так         | Так           | Так               | Ні           | Так         | Так     | Так       | Так                                             | Ні        | Ні        | Так              | Ні                                                                                          |
| Lua [джерело?]                                                                                            | 3                  | Ні                                    | Ні        | Ні          | Ні           | Ні          | Так           | Ні                | Ні           | Так         | Ні      | Ні        | Так                                             | Ні        | Ні        | Ні               | Ні                                                                                          |
| MATLAB | 6 (10)             | Toolbox                               | Toolbox   | Так         | Ні           | Toolbox     | Ні            | Так               | Так          | Ні          | Ні      | Так       | Так                                             | Ні        | Так       | Ні               | Array (multi-dimensional)                                                                   |
| Nemerle                                                                                                   | 7                  | Так                                   | Ні        | Ні          | Ні           | Ні          | Так           | Так               | Так          | Так         | Ні      | Так       | Так                                             | Ні        | Ні        | Ні               | Ні                                                                                          |
| Object Pascal                                                                                             | 4                  | Так                                   | Ні        | Ні          | Ні           | Ні          | Так           | Ні                | Ні           | Так         | Ні      | Ні        | Так                                             | Ні        | Ні        | Ні               | Ні                                                                                          |
| OCaml | 4                  | Ні                                    | Ні        | Ні          | Ні           | Ні          | Так           | Ні                | Так          | Так         | Ні      | Ні        | Так                                             | Ні        | Ні        | Ні               | Ні                                                                                          |
| Oz | 11                 | Так                                   | Так       | Так         | Так          | Так         | Так           | Ні                | Ні           | Так         | Так     | Ні        | Так                                             | Так       | Ні        | Так              | Ні                                                                                          |
| Perl [джерело?]                                                                                           | 8 (9)              | Так                                   | Library   | Так         | Ні           | Ні          | Так           | Так               | Ні           | Так         | Ні      | Так       | Так                                             | Так       | Ні        | Ні               | Ні                                                                                          |
| PHP | 4                  | Ні                                    | Ні        | Ні          | Ні           | Ні          | Так           | Ні                | Ні           | Так         | Ні      | Так       | Так                                             | Ні        | Ні        | Ні               | Ні                                                                                          |
| Poplog | 3                  | Ні                                    | Ні        | Ні          | Ні           | Ні          | Так           | Ні                | Ні           | Так         | Так     | Ні        | Ні                                              | Ні        | Ні        | Ні               | Ні                                                                                          |
| Prograph                                                                                                  | 3                  | Ні                                    | Ні        | Так         | Ні           | Ні          | Ні            | Ні                | Ні           | Ні          | Ні      | Ні        | Так                                             | Ні        | Так       | Ні               | Ні                                                                                          |
| Python | 5 (10)             | Library                               | Library   | Ні          | Ні           | Library     | Частково      | Так               | Так          | Так         | Library | Так       | Так                                             | Ні        | Editor    | Ні               | structured                                                                                  |
| R | 4 (6)              | Library                               | Ні        | Ні          | Ні           | Library     | Так           | Ні                | Ні           | Так         | Ні      | Так       | Так                                             | Так       | Ні        | Ні               | Array (multi-dimensional)                                                                   |
| Racket | 10                 | Так                                   | Так       | Так         | Ні           | Так         | Так           | Так               | Ні           | Так         | Так     | Так       | Так                                             | Ні        | Ні        | Ні               | Lazy                                                                                        |
| Raku | 10                 | Так                                   | Так       | Так         | Ні           | Library     | Так           | Так               | Так          | Так         | Ні      | Так       | Так                                             | Так       | Ні        | Ні               | Multiple dispatch, lazy lists, reactive.                                                    |
| ROOP | 3                  | Ні                                    | Ні        | Ні          | Ні           | Ні          | Ні            | Ні                | Ні           | Так         | Так     | Ні        | Ні                                              | Ні        | Ні        | Так              | Ні                                                                                          |
| Ruby | 5                  | Ні                                    | Ні        | Ні          | Ні           | Ні          | Так           | Так               | Ні           | Так         | Ні      | Так       | Так                                             | Ні        | Ні        | Ні               | Ні                                                                                          |
| Rust (версія 1.0.0-alpha)                                                                                 | 6                  | Так                                   | Ні        | Ні          | Ні           | Ні          | Так           | Так               | Так          | Так         | Ні      | Ні        | Так                                             | Ні        | Ні        | Ні               | linear, affline, and ownership types                                                        |
| Sather[джерело?]                                                                                          | 2                  | Ні                                    | Ні        | Ні          | Ні           | Ні          | Так           | Ні                | Ні           | Ні          | Ні      | Ні        | Так                                             | Ні        | Ні        | Ні               | Ні                                                                                          |
| Scala | 9                  | Так                                   | Ні        | Так         | Так          | Ні          | Так           | Так               | Так          | Так         | Ні      | Так       | Так                                             | Ні        | Ні        | Ні               | Ні                                                                                          |
| Simula[джерело?]                                                                                          | 2                  | Ні                                    | Ні        | Ні          | Ні           | Ні          | Ні            | Ні                | Ні           | Так         | Ні      | Ні        | Так                                             | Ні        | Ні        | Ні               | Ні                                                                                          |
| SISAL | 3                  | Так                                   | Ні        | Так         | Ні           | Ні          | Так           | Ні                | Ні           | Ні          | Ні      | Ні        | Ні                                              | Ні        | Ні        | Ні               | Ні                                                                                          |
| Spreadsheet                                                                                               | 2                  | Ні                                    | Ні        | Ні          | Ні           | Ні          | Так           | Ні                | Ні           | Ні          | Ні      | Ні        | Ні                                              | Ні        | Так       | Ні               | Ні                                                                                          |
| Swift | 7                  | Так                                   | Ні        | Ні          | Ні           | Ні          | Так           | Так               | Так          | Так         | Ні      | Так       | Так                                             | Ні        | Ні        | Ні               | block-structured                                                                            |
| Tcl with Snit extension [джерело?]                                                                        | 3                  | Ні                                    | Ні        | Ні          | Ні           | Ні          | Так           | Ні                | Ні           | Так         | Ні      | Ні        | Так                                             | Ні        | Ні        | Ні               | Ні                                                                                          |
| Visual Basic .NET                                                                                         | 6 (7)              | Так                                   | Ні        | Library     | Ні           | Ні          | Так           | Ні                | Так          | Так         | Ні      | Так       | Так                                             | Ні        | Ні        | Ні               | reactive                                                                                    |
| Windows PowerShell                                                                                        | 6                  | Ні                                    | Ні        | Ні          | Ні           | Ні          | Так           | Ні                | Так          | Так         | Ні      | Так       | Так                                             | Так       | Ні        | Ні               | Ні                                                                                          |
| Wolfram Language & Mathematica                                                                            | 13 (14)            | Так                                   | Так       | Так         | Так          | Так         | Так           | Так               | Так          | Так         | Так     | Так       | Так                                             | Так       | Ні        | Так              | Knowledge Based                                                                             |

## Дивіться також
- Парадигма програмування
- Категоріальний список мов програмування
- Предметно-орієнтована мова програмування
- Предметно-орієнтоване мультимоделювання